# 埃及第五王朝
埃及第五王朝是自前25世紀至前24世紀統治古埃及的一個王朝，歷時約150年。第五王朝在古王國時期，估計時期為公元前2500年到公元前2300年。這個王朝將放棄巨大的金字塔建築，轉而建造規模較小的建築，因為這個王朝不再需要為了“王神”(King-God)的榮耀而進行重大的統一工程。王朝顯然享有一段和平時期，經濟和藝術都很豐富。
在第五王朝時期，皇家墓地的新地點被選在薩卡拉(Saqqarah)北部的阿布西爾(Abousir)。朝代九位法老中，有五位法老和王后的墓地都建在那裡。現時的資料顯示，有五位法老建造了太陽神廟，其中兩位被發現，分別是阿布西爾的烏瑟卡夫(Userkaf)和阿布格萊布(Abu Ghorab)北部的尼奧塞爾(Niouserrê)。這些獻給瑞神(Re)的寺廟是古王國時期保存最完好的太陽神殿。
第五王朝最著名的統治者是烏納斯(Ounas)，因為馬斯佩羅(Gaston Maspero)在他的薩卡拉金字塔中發現了金字塔的文字。它們是一套神奇的公式，旨在確保國王在來世的生存，並首次刻在國王墓室的牆上。在他之後，每個王朝的統治者都會把他們放在自己的金字塔裏，然後王后們將這些神聖的經文用於他們自己的墓室中。

## 统治者
埃及第五王朝法老列表：
| 真名                | 荷鲁斯式王衔  | 图像 | 在位时间    | 金字塔                   | 王妃                        |
| ------------------- | ------------- | ---- | ----------- | ------------------------ | --------------------------- |
| 乌瑟卡夫            | 乌瑟卡夫      |      | 7年         | 烏塞爾卡夫金字塔，薩卡拉 | 根特卡乌斯一世 ? 尼弗尔塞普 |
| 萨胡拉              | 萨胡拉 Sahure |      | 13年5月12天 | 薩胡拉金字塔，阿布西尔   | 梅里特涅呗                  |
| 卡凯 Kakai          | 内弗尔卡拉    |      | 20年        | 內弗爾卡拉金字塔         | 根特卡乌斯二世              |
| 伊斯 Isi            | 兰尼弗雷夫    |      | 2至3年      | 兰尼弗雷夫金字塔         | 根特卡乌斯三世 ?            |
| 内接儒瑟 Netjeruser | 谢普塞斯卡拉  |      | 几个月      | 可能是在阿布西尔         |                             |
| 伊尼 Ini            | 紐塞拉        |      | 24至3 年    | 紐塞拉金字塔             | 惹提努                      |
| 凯乌 Kaiu           | 门卡霍尔      |      | 8或9年      | "无头金字塔"             | 梅里桑克四世?               |
| 伊瑟西 Isesi        | 杰德卡拉      |      | 33至44年    | 杰德卡雷-伊塞西金字塔    | 塞蒂博尔                    |
| 烏尼斯              | 乌纳斯        |      | 15至30年    | 烏納斯金字塔             | 内贝特（皇后) 克努特        |

马内托写道，第五王朝的国王在象岛进行统治，但考古学家发现的证据清楚地表明，他们的宫殿仍然位于Ineb-hedj（"白墙"）。
和以前一样，探险队被派往西奈半岛的瓦迪-马哈雷赫和瓦迪-卡里特开采绿松石和铜，并到阿布辛拜勒神庙西北部的采石场开采片麻岩。贸易探险队被派往南方的邦特之地，以获得孔雀石、沒藥和银金矿，而在朱拜勒的考古发现证明了派往该腓尼基城市的外交探险队。在马尔马拉海附近的多拉克遗址发现的印有几个第五王朝国王名字的物品，可能是贸易的证据，但仍然是一个谜。